# Jann Haworth
Jann Haworth (1942) es una artista pop británica-estadounidense. Pionera de la escultura blanda, es más conocida por su trabajo en la portada del álbum de los Beatles Sgt. Pepper's Lonely Hearts Club Band. Haworth es feminista defensora de los derechos de las mujeres, especialmente de su representación en el mundo del arte.

## Trayectoria
Haworth nació en 1942 y creció en Hollywood, California. Su madre, Miriam Haworth, era una distinguida ceramista, grabadora y pintora. Su padre, Ted Haworth, fue director de arte y ganador de un  Óscar. Haworth estuvo rodeada de talento creativo desde muy joven. De ahí que definiera esta experiencia como algo que influyó en el desarrollo de sus objetivos artísticos, ya fueran piezas de instalación o bidimensionales:

Mi madre me enseñó a coser. Tenía ocho años cuando hice mi primera enagua, y a partir de entonces hice muñecas, su ropa y casi todo lo que me ponía. Mi padre era diseñador de producción en Hollywood. Fui su sombra en los platós. Esto influyó en mi trabajo en los años sesenta. Pensaba en las instalaciones que hacía como decorados de cine. El concepto del doble, el falso, el maniquí, el modelo de látex como sustitutos del real, surgió de la relación con el trabajo de mi padre todos esos años.

Después de la experimentación artística en su juventud, Haworth trabajó como académica en la Universidad de California en Los Ángeles en 1959.

### 1960
Tras una estancia de dos años en la UCLA, se trasladó a Londres  en 1961 donde estudió historia del arte en el Instituto de Arte Courtauld y en la Escuela de Bellas Artes Slade. Haworth le gustaba mostrarse como artista rebelde dentro de una institución conservadora dominada por hombres como la Slade, según declaraba:
Me gustaba la rigidez de Slade; era otra cosa contra la que luchar... Se suponía que, como dijo un tutor, "las chicas estaban allí para mantener contentos a los chicos". No era necesario que vieran los portafolios de las estudiantes... les bastaba con ver sus fotos". A partir de ese momento, la competencia con los estudiantes masculinos fue directa. Yo estaba lo suficientemente enfadada y americanizada, como para asumirlo. Estaba decidida a superarlos, y esa es una de las razones de la elección, en parte sarcástica, de la tela, el látex y las lentejuelas como medios de comunicación. Era un lenguaje femenino al que los estudiantes varones no tenían acceso.

Fue en esos años de formación en la escuela de arte cuando comenzó a experimentar con esculturas blandas de tela cosidas y rellenas. Primeramente hizo bodegones y luego dio paso a su icónica muñeca "Old Lady" y otras figuras de tamaño natural. Su obra contenía  a menudo referencias específicas a la cultura estadounidense y a Hollywood en particular, como queda patente en sus muñecos de Mae West, Shirley Temple y WC Fields.
Haworth pronto se convirtió en una figura destacada del Pop Art británico y se unió a Pauline Boty como las únicas de mujeres artistas del movimiento en Londres. Su primera gran exposición fue en el Institute of Contemporary Arts en 1963, donde fue seleccionada para participar en 4 Young Artists (18 de septiembre - 19 de octubre de 1963) junto a los artistas británicos John Howlin, Brian Mills y John Pearson. A continuación siguieron tres muestras en la Robert Fraser Gallery de Londres, dos de las cuales fueron exposiciones individuales. Su obra se expuso también en Ámsterdam y Milán y se presentó en la histórica exposición de arte pop de la Galería Hayward en 1968. Ese mismo año, ella y su entonces marido, el artista pop Peter Blake, ganaron un Grammy por el diseño de la portada del álbum The Beatles. Sgt. Peppers's Lonely Hearts Club Band.
Haworth fue una visionaria y pionera frente a los movimientos feministas estadounidenses de la década de 1960 al desafiar los estereotipos de género a través de sus obras de arte, al tiempo que destacaba la importancia de tener una identidad propia que enfatizara los símbolos femeninos icónicos en sus esculturas blandas. Ella se negó a que sus compañeros masculinos la discriminaran o mermaran su éxito.

#### Sgt. Pepper's Lonely Hearts Club Band
El propietario de la galería, Robert Fraser, sugirió a The Beatles que encargaran a Peter Blake y Haworth el diseño de la portada de Sgt. Banda del Club de Corazones Solitarios de Pepper. El concepto original era que el grupo vestido con sus nuevos uniformes de "banda de música del norte" aparecieran en una ceremonia oficial en un parque. Para la gran multitud que se reunió en este evento imaginario, John Lennon, Paul McCartney y George Harrison, así como Haworth, Blake y Fraser, presentaron una lista de personajes que querían que asistieran. A continuación Blake y Haworth pegaron en cartulinas las fotografías en blanco y negro a tamaño natural de los personajes seleccionados de la lista. Posteriormente Haworth las tiñó a mano y agregó varios maniquíes de tela al montaje, incluida una de sus figuras de "Old Lady" y una muñeca de Shirley Temple que lleva un jersey de "Welcome Rolling Stones". Inspirándose en el reloj municipal de Hammersmith, en el oeste de Londres, a Haworth se le ocurrió también la idea de escribir el nombre de la banda en letras de flores del parterre público.
En la década de 1970s, fue miembro de Brotherhood of Ruralists, un grupo de artistas en el que también figuraban Ann y Graham Arnold, Annie and Graham Ovenden, y David Inshaw. En 1979 fundó y dirigió The Looking Glass School, cerca de Bath (Somerset), una escuela primaria y secundaria de arte y manualidades. Ese mismo año se separó de Blake y comenzó su relación con su actual marido, el escritor Richard Severy.
Durante las dos décadas siguientes, su carrera artística quedó relegada a un segundo plano, tras dedicarse al cuidado de su familia (dos hijas, tres hijastras y un hijo). Una etapa que aprovechó para ilustrar (como Karen Haworth) seis de los libros de Severy: Mystery Pig (1983), Unicorn Trap (1984), Rat's Castle (1985), High Jinks (1986), Burners and Breakers (1987) y Sea Change (1987). También creó cinco portadas para las ediciones Methuen Arden Shakespeare, de1981: Richard III, Macbeth, Twelfth Night, Henry the Fifth, and Coriolanus.Haworth también es autora de tres libros de arte para niños: Paint (1993), Collage (1994) y Painting and Sticking (con Miriam Haworth, 1995).
Después de montar dos exposiciones individuales en Gimpel fils, Londres, a mediados de la década de 1990, Haworth ganó una beca en 1997 para estudiar la confección de edredones estadounidenses. Regresó a los Estados Unidos y se instaló en Sundance, Utah, donde fundó Art Shack Studios y Glass Recycling Works, y cofundó Sundance Mountain Charter School (ahora Soldier Hollow Charter School). Desde entonces, su obra se ha mostrado en exposiciones individuales en la Mayor Gallery, Londres (2006), Wolverhampton Art Gallery (2007) y Galerie du Centre, París (2008). También ha estado representada en numerosas retrospectivas de arte pop, como "Pop Art UK" (Modena, 2004), "Pop Art and the 60s: This Was Tomorrow" (Londres, 2004), "Pop Art! 1956-1968" (Roma, 2007) y "Seductora subversión: mujeres artistas pop, 1958-1968" (Filadelfia, 2009).

#### SLC PEPPER
En 2004, Haworth comenzó a trabajar en SLC PEPPER, un mural en el centro de Salt Lake City, Utah, que representa una versión actualizada del Sgt. Portada del disco de Pepper's Lonely Hearts Club Band. Como dijo Haworth, "La portada original, por famosa que sea, es un ícono listo para el iconoclasta. Intentaremos dar la vuelta al original... buscando un equilibrio étnico y de género, y evaluaremos su relevancia contemporánea". Junto con más de treinta artistas locales, nacionales e internacionales de todas las edades, Haworth creó un nuevo conjunto de "héroes y heroínas del siglo XXI" en grafitis de plantilla, reemplazando cada una de las personalidades representadas en el original. Solo las chaquetas de los Beatles permanecen como recortes de metal con huecos en la cabeza y las manos para que los visitantes puedan "convertirse en parte de la pieza" y puedan sacar fotos de recuerdo. La primera fase de la construcción del mural se completó en 2005. SLC PEPPER sigue siendo un proyecto artístico en curso, donde los artistas locales seguirán aportando a su diseño. 
Entre las más de 100 personas nuevas incluidas en SLC PEPPER se encuentran: Adbusters, Akira Kurosawa, Alice, Alice Walker, Annie Lennox, Banksy 's Rat, BB King, Beastie Boys, Benicio del Toro, Billie Holiday, Björk, Bob Marley, César Chávez, Charlize Theron, Cindy Sherman, Dalai Lama, David Bowie, David Hockney, Ellen DeGeneres, Erykah Badu, Eudora Welty, Enid (Thora Birch), Eve Ensler, El gato Félix, Frank Zappa, Frida Kahlo, Garrison Keillor, Gandhi, Mijaíl Gorbachov, Gore Vidal, Guerrilla Girls, Harvey Pekar, Hedwig, Howard Zinn, Jackie Robinson, Jane Goodall, Jean-Michel Basquiat, Jeff Bridges, Katharine Hepburn, Laurie Anderson, Lee Krasner, Little My y Snork Maiden, Louise Brooks, Martin Luther King Jr., Maya Angelou, Maya Lin, Miles Davis, Mother Jones, Muddy Waters, Nelson Mandela, Pablo Picasso, Peter Gabriel, Robert Rauschenberg, Ray Charles, Richard Feynman, Rosa Parks, Samuel Beckett, Sojourner Truth, Sylvia Plath, Terry Gilliam, Tom Waits, Thom Yorke, Toni Morrison y Tony Kushner.

## Exposiciones seleccionadas

### Individuales
- 1966 Galería Robert Fraser, Londres.
- 1966 Galería 20, Ámsterdam.
- 1968 Studio Marconi, Milán.
- 1969 Galería Robert Fraser, Londres.
- 1971 "Nueva escultura de Jann Haworth" Sidney Janis Gallery, Nueva York.
- 1972 Arnolfini, Brístol.
- 1974 Galerías Waddington, Londres
- 1993, 1995 Hijos de Gimpel, Londres
- 2000 Sala de proyección de Sundance, Utah
- 2006 "Jann Haworth: Artis's Cut" - Mayor Gallery, Londres.
- 2008 "Jann Haworth" - Galerie du Centre, París.
- 2009 "POP Jann Haworth" - Wolverhampton Art Gallery, Reino Unido.
- 2017 "Never The Less" Emmanuel Art Gallery en la Universidad de Colorado Denver - Denver, Colorado
- 2019-20 "Jann Haworth: Primer plano" Galería Pallant House, Chichester[8]

### Colectivas
- 1963 "Four Young Artists" - Instituto de Arte Contemporáneo, Londres.
- 1963 "Young Contemporaries" - RBA Galleries, Londres.
- 1968 "Obras de 1956 a 1967" - Robert Fraser Gallery, Londres.
- 1968 "Pop  Art" - Hayward Gallery, Londres.
- 1970 "Figures/Environments" - Walker Art Center, Minneapolis [exposición itinerante].
- 1972 "Sharp-Focus Realism by 28 Painters and Sculptors" - Galería Sidney Janis, ciudad de Nueva York.
- 1994 "Worlds in a Box: Cornell, Fluxus, Herms, LeWitt, Samara" - Whitechapel Gallery, Londres.
- 2004 "Pop Art UK: Arte pop británico, 1958-1972" - Galleria Civica di Modena, Italia
- 2004 "Art and the 60s: This was tomorrow"" - Tate Britain, Londres.
- 2005 "Pop Británico" - Museo de Bellas Artes de Bilbao, España.
- 2007 "¡Pop Art! 1956-1968" - Scuderie del Quirinale, Roma
- 2010 "Seductive Subversión: Women Pop Artists, 1958-1968" - Universidad de las Artes, Filadelfia [exposición itinerante].
- 2013 "Trabajo por hacer: Trent Alvey, Pam Bowman, Jann Haworth, Amy Jorgensen" - Museo de Arte de la Universidad Brigham Young, Utah.[9]

## Colecciones públicas
- Arts Council of Great Britain.
- Museo y jardín de esculturas Hirshhorn, Washington D. C.
- Walker Art Center, Minneapolis, MN.
- Museo Folkwang, Essen, Alemania.
- Museo de Arte Moderno de São Paulo, Brasil
- Museo de Arte Moderno de Sintra-Colección Berardo, Portuga.l
- Galería Pallant House, West Sussex, Inglaterra.
- Galería de arte de Wolverhampton, Wolverhampton, Inglaterra.
- Museo de Bellas Artes de Utah, Salt Lake City, Utah.[10]

## Premios
- Premio Edinburgh 400 de 1967
- 1968 Premio Grammy a la Mejor Portada de Álbum, Artes Gráficas, Jann Haworth y Peter Blake (directores artísticos) por Sgt. Pepper's Lonely Hearts Club Band de The Beatles
- 1997 Churchill Fellowship, designado Premio Robert Fraser.

### Vídeos
- Instantánea del artista: Jann Haworth, Davey Davis.
- Artist Profile: Jann Haworth en YouTube. , Park City Television, 2008.
- SLC Pepper Project en YouTube. Channel 2 News, Utah

- Datos: Q3162050
- Multimedia: Jann Haworth / Q3162050